# Commissario europeo per il Mediterraneo
Il commissario europeo per il Mediterraneo è un membro della Commissione europea. L'incarico è attualmente ricoperto dalla croata Dubravka Šuica.

## Competenze
Il Commissario si occupa di alcune macroaree di lavoro specifiche per gli Stati Europei situati nella regione del Mediterraneo e con gli Stati ad essa contigui. Le macroaree in cui il Commissario ha potere sono:
- Migrazioni: Il Commissario avrà il potere sulle tratte migratorie del Mediterraneo, con possibilità di trattare con gli Stati extra-Ue da cui partono le rotte migratorie.
- Sviluppo regionale e crescita economica: Il Commissario si occupa di promuovere politiche specifiche volte a garantire uno sviluppo economico e sociale degli Stati interessati.
- Cambiamento climatico: il Commissario si occupa di produrre politiche di adattamento climatico delle zone del Mediterraneo
- Sicurezza marittima.

## Politiche precedenti
Le funzioni che ad oggi sono affidate al Commissario per il Mediterraneo erano svolte dal Commissario europeo per l'azione per il clima, dal Commissario europeo per la giustizia, dal Commissario europeo per la politica di vicinato e allargamento, e gran parte delle politiche migratorie dal Commissario europeo per gli affari interni.
Precedentemente alcuni commissari europei avevano ricevuto incarichi per le politiche mediterranee e le relazioni con gli Stati della sponda meridionale del bacino nelle commissioni dal 1981 al 1999, con la sola eccezione della commissione Delors III.

## Cronologia
| Commissario | Stato   | Commissione                            | Durata         | Incarichi                                                                                  |
| --- | ------- | -------------------------------------- | -------------- | ------------------------------------------------------------------------------------------ |
| Lorenzo Natali | Italia  | Commissione Thorn                      | 1981-1985      | Politiche mediterranee e allargamento                                                      |
| Claude Cheysson | Francia | Commissione Delors I                   | 1985-1989      | Politica mediterranea e relazioni con l'America Latina                                     |
| Abel Matutes | Spagna  | Commissione Delors II                  | 1989-1993      | Politica mediterranea, relazioni con l'America Latina e rapporti Nord-Sud del mondo        |
| Manuel Marín | Spagna  | Commissione Santer e Commissione Marín | 1995-1999      | Relazioni con i Paesi del Mediterraneo, del Medio Oriente, dell'America Latina e dell'Asia |
| Incarico esercitato dal Commissario europeo per le relazioni esterne o dal Commissario europeo per l'allargamento e la politica di vicinato (1999-2024) |         |                                        |                |                                                                                            |
| Dubravka Šuica | Croazia | Commissione von der Leyen II           | 2024-in carica | Mediterraneo                                                                               |